# Elezioni amministrative in Italia del 1963
Nel 1963 in Italia si votò per il rinnovo di alcuni consigli comunali.

## Risultati delle elezioni comunali

### Oderzo
| Liste                                          | voti  | voti (%) | seggi |
| ---------------------------------------------- | ----- | -------- | ----- |
| Democrazia Cristiana (DC)                      | 3383  | 49,1     | 16    |
| Partito Socialista Italiano (PSI)              | 1098  | 16,0     | 5     |
| Partito Comunista Italiano (PCI)               | 732   | 10,6     | 3     |
| Partito Socialista Democratico Italiano (PSDI) | 696   | 10,1     | 3     |
| Movimento Sociale Italiano (MSI)               | 377   | 5,5      | 1     |
| Ind. Sinistra                                  | 290   | 4,2      | 1     |
| Partito Liberale Italiano (PLI)                | 311   | 4,5      | 1     |
| Totale                                         | 6.887 | 100,00   | 30    |

### Cento
| Liste                                          | voti   | voti (%) | seggi |
| ---------------------------------------------- | ------ | -------- | ----- |
| Democrazia Cristiana (DC)                      | 4786   | 29,35    | 9     |
| Partito Comunista Italiano (PCI)               | 4603   | 28,23    | 9     |
| Partito Socialista Italiano (PSI)              | 3721   | 22,82    | 7     |
| Partito Socialista Democratico Italiano (PSDI) | 1685   | 10,33    | 3     |
| Partito Liberale Italiano (PLI)                | 1105   | 6,78     | 2     |
| Movimento Sociale Italiano (MSI)               | 407    | 2,48     | -     |
| Totale                                         | 16.307 | 100,00   | 30    |

### Porto San Giorgio
| Liste                                          | voti  | voti (%) | seggi |
| ---------------------------------------------- | ----- | -------- | ----- |
| Democrazia Cristiana (DC)                      | 2091  | 31,3     | 10    |
| Partito Comunista Italiano (PCI)               | 1655  | 24,7     | 8     |
| Partito Socialista Italiano (PSI)              | 877   | 13,1     | 4     |
| Indipendenti locali                            | 657   | 9,8      | 3     |
| Partito Socialista Democratico Italiano (PSDI) | 470   | 7,2      | 3     |
| Partito Liberale Italiano (PLI)                | 358   | 5,3      | 1     |
| Partito Repubblicano Italiano (PRI)            | 318   | 4,8      | 1     |
| Movimento Sociale Italiano (MSI)               | 266   | 4,0      | 1     |
| Totale                                         | 6.692 | 100,00   | 30    |

### Martinsicuro
| Liste                            | voti | voti (%) | seggi |
| -------------------------------- | ---- | -------- | ----- |
| Democrazia Cristiana (DC)        |      | 49,4     |       |
| Partito Comunista Italiano (PCI) |      | 24,3     |       |
| Lista Civica                     |      | 18,6     |       |
| Movimento Sociale Italiano (MSI) |      | 7,7      |       |
| Totale                           |      | 100,00   |       |

### Anagni
| Liste                                          | voti  | voti (%) | seggi |
| ---------------------------------------------- | ----- | -------- | ----- |
| Democrazia Cristiana (DC)                      | 3307  | 38,6     | 13    |
| Partito Comunista Italiano (PCI)               | 3179  | 37,1     | 12    |
| Partito Repubblicano Italiano (PRI)            | 775   | 9,0      | 3     |
| Partito Socialista Italiano (PSI)              | 731   | 8,5      | 2     |
| Partito Liberale Italiano (PLI)                | 207   | 2,4      | -     |
| Movimento Sociale Italiano (MSI)               | 193   | 2,2      | -     |
| Partito Socialista Democratico Italiano (PSDI) | 193   | 2,2      | -     |
| Totale                                         | 8.585 | 100,00   | 30    |

### Cassino
| Liste                                          | voti   | voti (%) | seggi |
| ---------------------------------------------- | ------ | -------- | ----- |
| Democrazia Cristiana (DC)                      | 5152   | 45,2     | 15    |
| Indipendenti                                   | 2848   | 25,0     | 8     |
| Partito Comunista Italiano (PCI)               | 1015   | 8,9      | 2     |
| Partito Liberale Italiano (PLI)                | 905    | 7,9      | 2     |
| Partito Socialista Democratico Italiano (PSDI) | 730    | 6,4      | 2     |
| Movimento Sociale Italiano (MSI)               | 436    | 3,8      | 1     |
| Partito Socialista Italiano (PSI)              | 320    | 2,8      | -     |
| Totale                                         | 11.406 | 100,00   | 30    |

### Casoria
| Liste                                          | voti   | voti (%) | seggi |
| ---------------------------------------------- | ------ | -------- | ----- |
| Democrazia Cristiana (DC)                      | 6595   | 50,6     | 16    |
| Partito Comunista Italiano (PCI)               | 3405   | 26,1     | 8     |
| Partito Socialista Italiano (PSI)              | 1947   | 14,9     | 4     |
| Movimento Sociale Italiano (MSI)               | 611    | 4,7      | 1     |
| Partito Socialista Democratico Italiano (PSDI) | 479    | 3,7      | 1     |
| Totale                                         | 13.037 | 100,00   | 30    |

### Lucera
| Liste                             | voti   | voti (%) | seggi |
| --------------------------------- | ------ | -------- | ----- |
| Partito Comunista Italiano (PCI)  | 6275   | 46,24    | 15    |
| Democrazia Cristiana (DC)         | 4405   | 32,5     | 10    |
| Indipendenti di Sinistra          | 1033   | 7,6      | 2     |
| Partito Liberale Italiano (PLI)   | 607    | 4,5      | 1     |
| Movimento Sociale Italiano (MSI)  | 549    | 4,0      | 1     |
| Partito Socialista Italiano (PSI) | 416    | 3,8      | 1     |
| Altri                             | 416    | 1,4      | -     |
| Totale                            | 13.569 | 100,00   | 30    |

### Andria
| Liste                                                                                   | voti   | voti (%) | seggi |
| --------------------------------------------------------------------------------------- | ------ | -------- | ----- |
| Partito Comunista Italiano (PCI)                                                        | 17.766 | 47,5     | 20    |
| Democrazia Cristiana (DC)                                                               | 16.576 | 44,3     | 18    |
| Partito Socialista Italiano (PSI)                                                       | 1.044  | 2,8      | 1     |
| Movimento Sociale Italiano-Partito Democratico Italiano di Unità Monarchica (MSI-PDIUM) | 1.043  | 2,8      | 1     |
| Partito Socialista Democratico Italiano (PSDI)                                          | 519    | 1,4      | -     |
| Partito Liberale Italiano (PLI)                                                         | 434    | 1,2      | -     |
| Totale                                                                                  | 37.382 | 100,00   | 40    |

### Bisceglie
| Liste                                                    | voti  | voti (%) | seggi |
| -------------------------------------------------------- | ----- | -------- | ----- |
| Democrazia Cristiana (DC)                                | 9.465 | 47,75    | 21    |
| Partito Comunista Italiano (PCI)                         | 5.926 | 29,89    | 13    |
| Partito Socialista Italiano (PSI)                        | 2.086 | 10,53    | 4     |
| Partito Democratico Italiano di Unità Monarchica (PDIUM) | 835   | 4,21     | 1     |
| Partito Liberale Italiano (PLI)                          | 723   | 3,66     | 1     |
| Movimento Sociale Italiano (MSI)                         | 432   | 2,13     |       |
| Partito Socialista Democratico Italiano (PSDI)           | 359   | 1,81     |       |
| Totale                                                   |       | 100,00   | 40    |

### Terlizzi
| Liste                                                    | voti | voti (%) | seggi |
| -------------------------------------------------------- | ---- | -------- | ----- |
| Democrazia Cristiana (DC)                                | 4059 | 38,24    | 12    |
| Partito Comunista Italiano (PCI)                         | 2835 | 26,71    | 8     |
| Partito Democratico Italiano di Unità Monarchica (PDIUM) | 2615 | 24,64    | 8     |
| Partito Socialista Italiano (PSI)                        | 650  | 6,13     | 1     |
| Movimento Sociale Italiano (MSI)                         | 347  | 3,27     | 1     |
| Partito Socialista Democratico Italiano (PSDI)           | 107  | 1,01     | -     |
| Totale                                                   |      | 100,00   | 30    |

### Castrovillari
| Liste                                                                            | voti  | voti (%) | seggi |
| -------------------------------------------------------------------------------- | ----- | -------- | ----- |
| Democrazia Cristiana (DC)                                                        | 3.405 | 43,39    | 14    |
| Partito Socialista Italiano (PSI)                                                | 2.344 | 29,87    | 10    |
| Partito Comunista Italiano (PCI)                                                 | 855   | 10,89    | 3     |
| Movimento Sociale Italiano (MSI)                                                 | 652   | 8,30     | 2     |
| Partito Socialista Democratico Italiano-Partito Repubblicano Italiano (PSDI-PRI) | 399   | 5,08     | 1     |
| Partito Liberale Italiano (PLI)                                                  | 191   | 2,43     | -     |
| Totale                                                                           | 7.846 | 100,00   | 30    |

### Palmi
Le elezioni comunali vennero svolte nel mese di dicembre. Di seguito i risultati delle liste che ottennero i seggi del consiglio comunale:
| Liste                                   | voti (%) | voti  | seggi |
| --------------------------------------- | -------- | ----- | ----- |
| Democrazia Cristiana                    | 42,91    | 3.645 | 14    |
| Partito Comunista Italiano              | 22,39    | 1.902 | 7     |
| Partito Socialista Italiano             | 17,78    | 1.511 | 5     |
| Movimento Sociale Italiano              | 7,57     | 643   | 2     |
| Partito Socialista Democratico Italiano | 5,61     | 477   | 1     |
| Lista civica Progresso                  | 3,74     | 318   | 1     |
| Totale                                  | 100,00   | 8.496 | 30    |